# Diana DeVoe
Diana DeVoe (Waianae, Hawái; 26 de octubre de 1980) es una actriz pornográfica y directora de cine X estadounidense.

## Biografía
Natural de la ciudad de Waianae, en el Condado de Honolulu del archipiélago de Hawái, Diana DeVoe, nombre artístico de April Carter, había nacido en octubre de 1980 en una familia de ascendencia afroamericana, filipina y polinésica. Se graduó por la Universidad de Hawái, donde obtuvo su licenciatura en Publicidad y Comunicación. Durante un breve período de tiempo operó un club de swingers poco después de graduarse.
En el año 1999 entró en la industria del cine para adultos y debutó como actriz pornográfica a los 19 años de edad. Tres años más tarde, en 2002, también asumiría un rol de dirección, rodando varias películas, muchas de las cuales produjo y también apareció como actriz.
Ha grabado escenas y dirigido para estudios como Dreamland, Wildlife, Metro, Anabolic Video, Red Light District, Vivid, Adam & Eve, Celestial, Evil Angel, Elegant Angel, Sin City, Devil's Film, VCA, Caballero o Afrocentric, entre otros.
Diana DeVoe está casada con el productor, director y ocasional actor Alexander DeVoe. La pareja hizo raras apariciones juntas en la pantalla, como fue en My Baby Got Back 26, así como en una serie de dos volúmenes producida durante 2001 y 2002 llamada Soulmates, que forma parte de la serie de vídeos de educación sexual del Alexander Institute.
En 2002 recibió su única nominación en los Premios AVN, a la Mejor actriz de reparto por Lacey is Disturbed. En 2005 rodó su primera escena de sexo anal en Miss Phat Booty 2, cinta que ella misma dirigió para el estudio Juicy Entertainment.
Se retiró como actriz en 2016, y de la dirección en 2020, habiendo protagonizado más de 140 películas y haber rodado algo más de 150.

## Premios y nominaciones
| Año  | Ceremonia   | Resultado | Premio                  | Trabajo            |
| ---- | ----------- | --------- | ----------------------- | ------------------ |
| 2002 | Premios AVN | Nominada  | Mejor actriz de reparto | Lacey is Disturbed |